# 76 Близнецов
76 Близнецов (лат. 76 Geminorum), c Близнецов (лат. c Geminorum) — одиночная переменная звезда в созвездии Близнецов на расстоянии приблизительно 595 световых лет (около 182 парсеков) от Солнца. Видимая звёздная величина звезды — +5,289m.

## Характеристики
76 Близнецов — оранжевый гигант спектрального класса K4,5III. Радиус — около 34,16 солнечных, светимость — около 763 солнечных. Эффективная температура — около 3933 К.